# Paraskeva Drapšin
 (octobre 2023).
L'Paraskeva (en serbe cyrillique: Параскева, nom séculier Paraskeva Drapšin, en serbe cyrillique: Параскева Драпшин), née le 20 mars 1938 à Turija (Yougoslavie) est une religieuse de l'Église orthodoxe serbe et la plus célèbre higoumène du monastère de Jazak, dans l'Éparchie de Syrmie dont elle a été l'aînée pendant 33 ans.

## Biographie
L'abbesse Paraskeva (Drapšin) est née le 20 mars 1938 dans le village de Turija près de Srbobran, de parents pieux et vertueux. Son oncle est le général Petar Drapšin et son grand-père était un combattant de Thessalonique. Elle a fait ses études primaires dans sa ville natale et à Srbobran.
Avec la bénédiction de l'évêque du Srem, M. Nikanor Iličić, en 1953, à l'âge de 15 ans, elle arriva au Monastère abandonné de Jazak à Fruška gora. Peu de temps s'écoule et sa mère, l'abbesse Angelina, la rejoint dans la vie monastique. Pendant plus de dix ans, elles ont vécu, avec plusieurs autres religieuses, sans électricité ni eau, dans des conditions pratiquement inhumaines.
Après cinq ans de probation, elle fut ordonnée moine à Jazko le 4 février 1958 par l'évêque de Hvostan, M. Varnava Nastić, recevant le nom monastique de Paraskeva.
Après le décès de l'abbesse Angelina Drapšin le 20 novembre 1990, et par décision de l'évêque du Srem, M. Vasilij Vadić, elle a été nommée abbesse de cette sainte famille, où elle dirige avec succès la confrérie pour la 33e année.
Grâce à l'abbesse Paraskeva, en 1996, l'intérieur du monastère a été entièrement rénové, y compris les travaux de peinture, la restauration des meubles en bois, la restauration de la toiture et la réparation du sol. Deux nouveaux polyjelas en laiton coulé et laqué ont été acquis. De nouvelles fenêtres ont été installées dans l'église en 2003 et le toit a été à nouveau recouvert de cuivre en 2005.
Le beffroi, le rempart et la clôture autour du monastère ont également été restaurés, tandis qu'une charmante variété de fleurs et d'autres plantes vertes ont été plantées dans la porte. L'accès au temple et le chemin qui l'entoure, ainsi que l'atrium au rez-de-chaussée, sont constitués de dalles de pierre et un parking pour voitures et bus a été construit.